# Nabeina
Nabeina är en ö i Kiribati.   Den ligger i örådet Tarawa och ögruppen Gilbertöarna, i den östra delen av landet, 17 km nordost om huvudstaden Tarawa. Arean är 0,63 kvadratkilometer.
Terrängen på Nabeina är mycket platt. Öns högsta punkt är 14 meter över havet. Den sträcker sig 1,0 kilometer i nord-sydlig riktning, och 1,5 kilometer i öst-västlig riktning.